# Негребецький Едуард Едуардович
Едуард Едуардович Негребецький (24 листопада 1908, Тифліс, Тифліська губернія, Російська імперія - 30 січня 1985, Ленінград, РРФСР, СРСР) — радянський тенісист, тренер, один з найсильніших тенісистів Грузії і Росії 1930-1950-х років XX століття, заслужений майстер спорту СРСР (1948). Старший тренер збірної команди СРСР (1954-1960), з 1960 року - старший тренер збірної команди Ленінграда.

## Біографія
У теніс почав грати в 12 років в Тбілісі під керівництвом Ян Гомера. У 1932 році разом з Арчілом Мдівані переїхав до Ленінграда.
Випускник Ленінградського музичного технікуму і Ленінградського інституту фізичної культури ім. П. Лесгафта. Не закінчив Ленінградську консерваторію по класу вокалу через початок війни (1941). Учасник Великої Вітчизняної війни .
Кращі результати в змаганнях: чемпіон Тифліса по 2-му класу (1922-1926). Переможець Спартакіади 3акавказзя (1927), фіналіст Всесоюзної Спартакіади народів СРСР 1928 роки (командний чемпіонат СРСР) у складі команди Грузії. 20-кратний чемпіон СРСР в одиночному (1932 , 1947, 1949-1950), парному (1934-1940, 1950-1952) і змішаному (1938-1939, 1947, 1950, 1952) розрядах, абсолютний Чемпіон СРСР (1950 ), володар Кубка СРСР (1936, 1938) в складі команди «Динамо», 10-кратний переможець Всесоюзних зимових змагань в одиночному (1948), парному (1937-1938, 1948, 1952) і змішаному (1948-1951, 1953) розрядах. Входив до десятки найсильніших тенісистів СРСР (1931-1953), 4 рази очолював її (1932, 1947, 1949-1950).